# Ömer Kavur
Ömer Kavur (Ankara, 18 de juny de 1944 - 12 de maig de 2005) va ser un director de cinema, productor i guionista turc. Va marxar a França a estudiar sociologia i periodisme, però finalment es va graduar a l'IDHEC i el 1971 va tornar a Turquia, on va començar fent documentals i anuncis publicitaris. Va dirigir catorze pel·lícules entre 1974 i 2003. La seva pel·lícula Gece Yolculuğu fou projectada a la secció Un Certain Regard del 41è Festival Internacional de Cinema de Canes. Nou anys després, la seva pel·lícula  Akrebin Yolculuğu  es va projectar a la mateixa secció al Festival de 1997.
Va morir el 12 de maig de 2005 d'un limfoma a la seva casa de Teşvikiye, Istanbul, i va ser enterrat al Cementiri de Zincirlikuyu després del servei funeral religiós celebrat a la mesquita de Teşvikiye.

## Filmografia
- Yatık Emine (1974)
- Yusuf ile Kenan (1979)
- Kırık bir aşk hikâyesi (1981)
- Ah güzel Istanbul (1981)
- Göl (1982)
- Körebe (1985)
- Amansız Yol (1985)
- Gece Yolculuğu (1987)
- Anayurt Oteli (1987)
- Gizli yüz (1991)
- Aşk üzerine söylenmemis hersey (1996)
- Akrebin Yolculuğu (1997)
- Melekler Evi (2000)
- Karşılaşma (2003)